# Werner Herzog
Werner Herzog (n. 5 septembrie 1942, München, Germania Nazistă) este un regizor de film, producător de film, scenarist, actor, editor de film din Germania, care a primit Ordinul de Merit al Republicii Federale Germania în grad de Ofițer, Premiul Sindicatului American al Regizorilor.

## Filmography

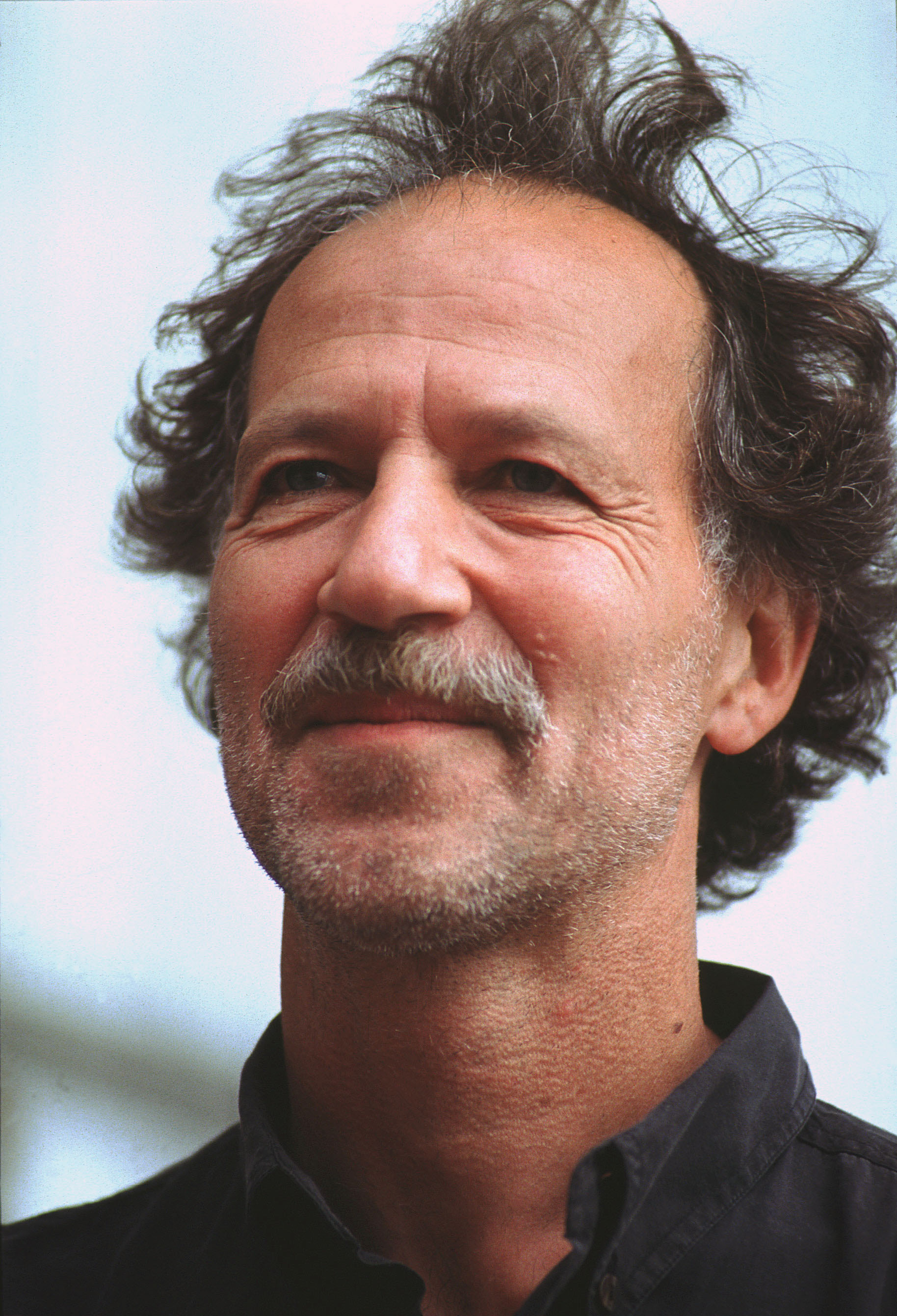
Herzog la Festivalul de Film de la Veneția din 1991

### Filme
- Signs of Life (1968)
- Even Dwarfs Started Small (1970)
- Aguirre, the Wrath of God (1972)
- The Enigma of Kaspar Hauser (1974)
- Heart of Glass (1976)
- Stroszek (1977)
- 1979 Nosferatu, fantoma nopții (Nosferatu, Phantom der Nacht)
- Woyzeck (1979)
- Fitzcarraldo (1982)
- Where the Green Ants Dream (1984)
- Cobra Verde (1987)
- Scream of Stone (1991)
- Invincible (2001)
- The Wild Blue Yonder (2005)
- 2006 Evadare în zori (Rescue Dawn)
- Bad Lieutenant: Port of Call New Orleans (2009)
- My Son, My Son, What Have Ye Done? (2009)
- Queen of the Desert (2015)
- Salt and Fire (2016)

### Filme scurte
- Herakles (1962)
- Game in The Sand (1964)
- The Unprecedented Defence of the Fortress Deutschkreuz (1966)
- Last Words (1968)
- Precautions Against Fanatics (1969)
- No One Will Play with Me (1976)
- Les Gaulois (1988)

### Documentare
- The Flying Doctors of East Africa (1969)
- Handicapped Future (1971)
- Land of Silence and Darkness (1971)
- Fata Morgana (1971)
- The Great Ecstasy of Woodcarver Steiner (1974)
- How Much Wood Would a Woodchuck Chuck (1976)
- Huie's Sermon (1981)
- God's Angry Man (1981)
- Ballad of the Little Soldier (1984)
- The Dark Glow of the Mountains (1984)
- Herdsmen of the Sun (1989)
- Echoes From a Sombre Empire (1990)
- Jag Mandir (1991)
- Lessons of Darkness (1992)
- Bells from the Deep (1993)
- The Transformation of the World into Music (1994)
- Gesualdo: Death for Five Voices (1995)
- Little Dieter Needs to Fly (1997)
- Wings of Hope (1998)
- My Best Fiend (1999)
- Wheel of Time (2003)
- The White Diamond (2004)
- Grizzly Man (2005)
- Encounters at the End of the World (2007)
- Cave of Forgotten Dreams (2010)
- Happy People: A Year in the Taiga (2010)
- Into the Abyss (2011)
- Lo & Behold, Reveries of the Connected World (2016)
- Into the Inferno (2016)

### Documentare scurte
- La Soufrière (1977)
- Portrait Werner Herzog (1986)
- Christ and Demons in New Spain (1999)
- Pilgrimage (2001)
- Ten Thousand Years Older (2002)
- La Bohème (2009)
- Ode to the Dawn of Man (2011)
- From One Second to the Next (2013)

### Seriale TV
- On Death Row (2012-2013, 8 episoade)
- Filmstunde (1991-1992, 4 episoade)